# Rogesa
Die ROGESA Roheisengesellschaft Saar mbH mit Sitz in Dillingen/Saar ist ein seit 1981 als eigene Gesellschaft existierender Produzent von Roheisen, hat jedoch eine deutlich längere Firmentradition als Teil der Dillinger Hütte. Zweck der Gesellschaft ist die Erzeugung von Roheisen mittels mehrerer Hochöfen. Gesellschafter der Rogesa sind die über die SHS - Stahl-Holding-Saar miteinander verflochtenen Unternehmen Saarstahl und Dillinger Hütte.
Hervorgegangen ist die Gesellschaft aus dem Hochofenbetrieb der Dillinger Hütte. Gegründet wurde das Unternehmen vor dem Hintergrund der Stahlkrise. Die beiden Hüttenwerke Dillinger Hütte und Stahlwerke Röchling-Burbach GmbH (als Vorläufer der heutigen Saarstahl AG) beschlossen, aus Kostengründen nur noch an einem Standort im Saarland Roheisen zu erzeugen.

## Basisdaten
Heute betreibt die Rogesa am Standort Dillingen 3 Hochöfen:
- Hochofen 3, Baujahr 1965, Nennleistung 2.000 Tonnen Roheisen pro Tag (Reserve)
- Hochofen 4, Baujahr 1974, Nennleistung 6.100 Tonnen Roheisen pro Tag
- Hochofen 5, Baujahr 1985, Nennleistung 7.000 Tonnen Roheisen pro Tag[3].

Das in den Hochöfen der Rogesa hergestellte Roheisen wird sowohl vor Ort in der Dillinger Hütte als auch im Stahlwerk der Saarstahl AG in Völklingen weiterverarbeitet. Der Transport des flüssigen Roheisens erfolgt mittels Torpedopfannenwagen auf dem Schienenweg.
Die Rogesa beschäftigt keine eigenen Mitarbeiter, da die Betriebsführung der AG der Dillinger Hütte obliegt. Der Umsatz für das Jahr 2011 belief sich auf 1,6 Milliarden Euro. 2011 wurden rund 4.176.000 Tonnen Roheisen produziert.

## Beteiligungen
Beteiligt ist die Rogesa unter anderem über die ROGESA Beteiligungsgesellschaft mbH an der Zentralkokerei Saar GmbH, die den Koks für die Hochöfen der Rogesa herstellt. Ebenfalls zu 100 % beteiligt ist die Rogesa an der Kokerei Cokes du Carling S.A.S. in Carling. Eine weitere 100%ige Tochter ist die Kalksteingrube Auersmacher GmbH.